# Hans Hörner (Politiker, 1900)
Hans Hörner (* 5. März 1900 in Kitzingen; † 22. Dezember 1960 in München) war ein deutscher Gärtner, Politiker und Vizepräsident des Bayerischen Senats.
Hörner war 1946 beim Staatsministerium für Landwirtschaft mit einer Sonderaufgabe im Bereich des Flüchtlingswesen beschäftigt und danach von 1946 bis 1960 Vorsitzender des Landesbezirks Bayern der Gewerkschaft Gartenbau, Land- und Forstwirtschaft.
Vom 4. Dezember 1947 bis zu seinem Tod war er Mitglied des Bayerischen Senats und fungierte dort ab dem 8. Januar 1954 als 1. Vizepräsident.